# Miguel Venegas (jesuíta)
Miguel Venegas (Puebla de los Ángeles, 1680 - 1746) foi um jesuíta, humanista, escritor e historiador mexicano.
Lecionou no Colégio de Artes de Coimbra na segunda medade do século XVI. Escreveu tragédias latinas com temas bíblicos, que eram representadas pelos seus alunos — entre elas, Acabus (1565) e Saul Gelboaeus (1566).
Foi autor também de uma Notícia de la California y de su conquista temporal y espiritual hasta el tiempo presente, publicada inicialmente no México, em 1739, e depois em Madri, em 1758. Nesta obra, além de descrever os aspectos geográficos da região da Califórnia, comenta os hábitos e a cultura dos indígenas.

## Obras
- Venegas, Miguel. 1731. Manual de párrocos, para administrar los santos sacramentos, y exercer otras functiones ecclesiásticas conforme al ritual romano. J. D. de Hogal, Mexico.
- Venegas, Miguel. 1754a. El apóstol Mariano representado en la vida del V.P. Juan María de Salvatierra, de la Compañía de Jesús. Doña María de Rivera, Mexico City.
- Venegas, Miguel. 1754b. Vida y virtudes del V.P. Juan Bautista Zappa de la Compañía de Jesús. Pablo Nadal, Barcelona.
- Venegas, Miguel. 1757. Noticia de la California, y de su conquista temporal, y espiritual hasta el tiempo presente. Viuda de M. Fernández, Madrid.
- Venegas, Miguel. 1759. A Natural and Civil History of California. James Rivington and James Fletcher, London.
- Venegas, Miguel. 1761–1762. Natuurlyke en burgerlyke historie van California. Johannes Enschedé, Te Haerlem, Netherlands.
- Venegas, Miguel. 1766–1767. Histoire naturelle et civile de la Californie. Chez Durand, Paris.
- Venegas, Miguel. 1769–1770. Natürliche und bürgerliche Geschichte von Californien. Meyerschen Buchhandlung, Lemgo, Germany.
- Venegas, Miguel. 1929. Juan María de Salvatierra of the Company of Jesus, Missionary in the Province of New Spain, and Apostolic Conqueror of the Californias. Arthur H. Clark, Cleveland, Ohio.
- Venegas, Miguel. 1979. Obras californianas del padre Miguel Venegas, S.J. 5 vols. Universidad Autónoma de Baja California Sur, La Paz, Mexico.